# 慕尼黑电影节
慕尼黑电影节（英語：Munich International Film festival）是德国第二大电影节。

## 历史
1983年建立于德国慕尼黑，每年六月末七月初举行。

## 画廊

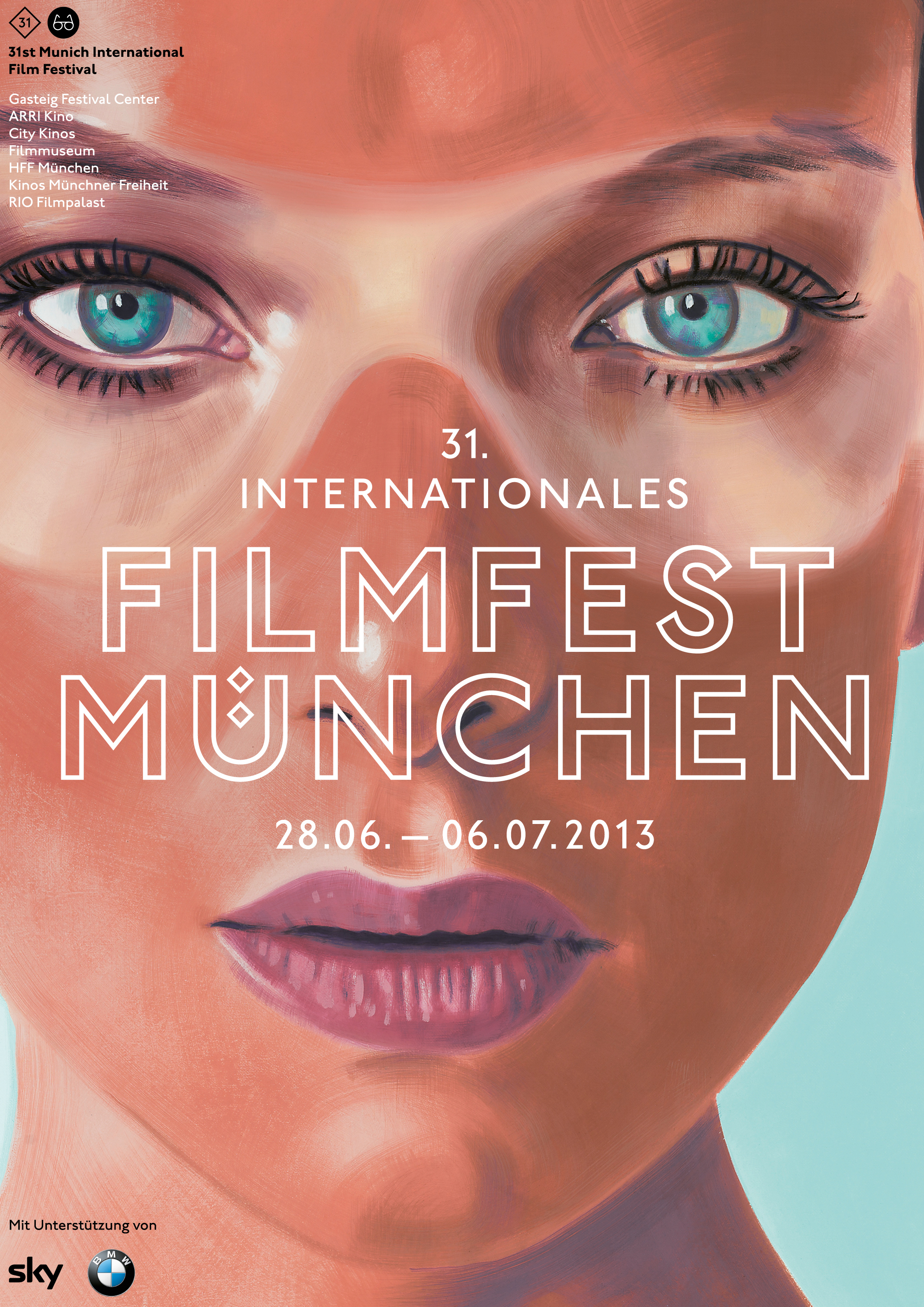
2013年海报
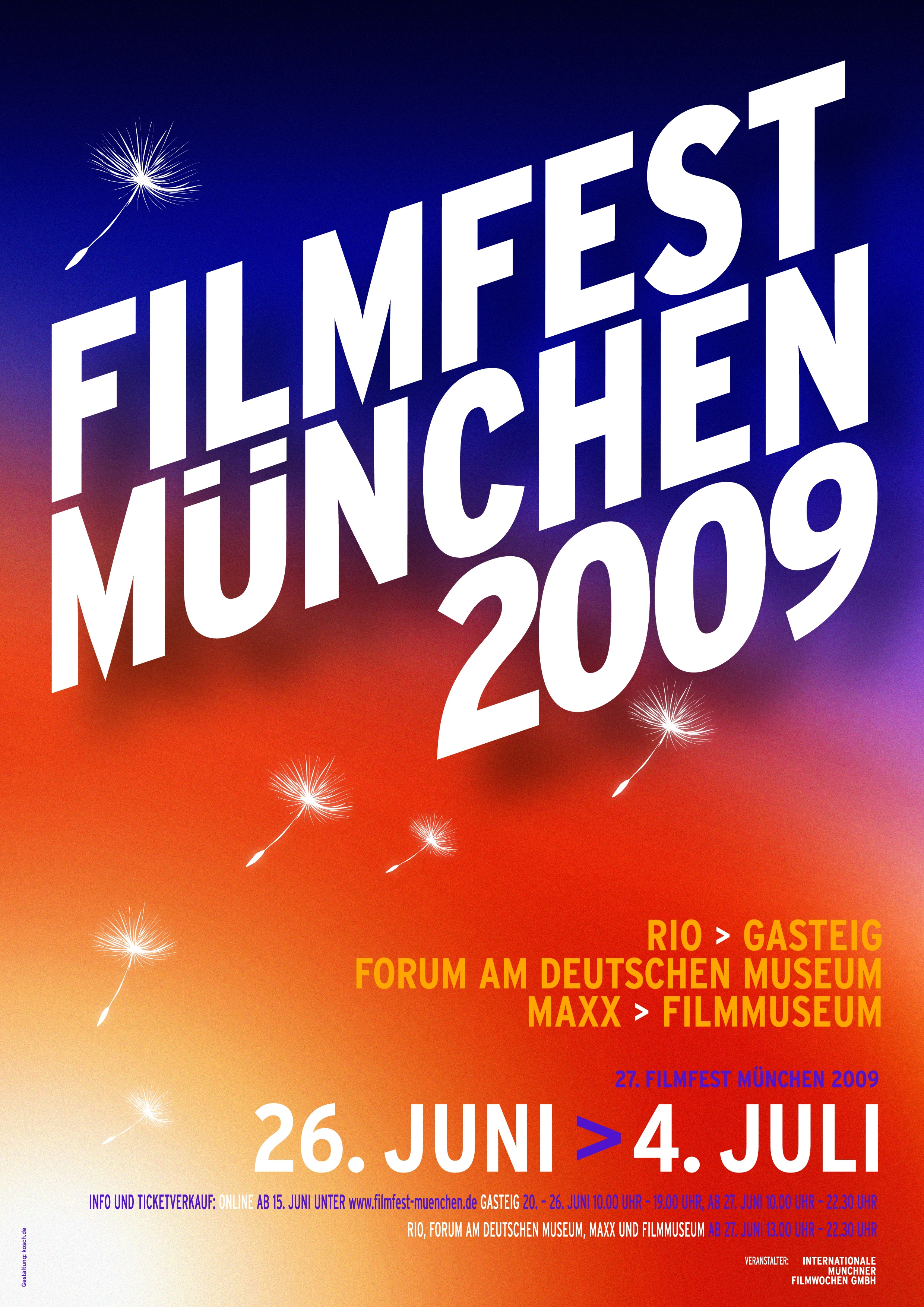
2009年海报
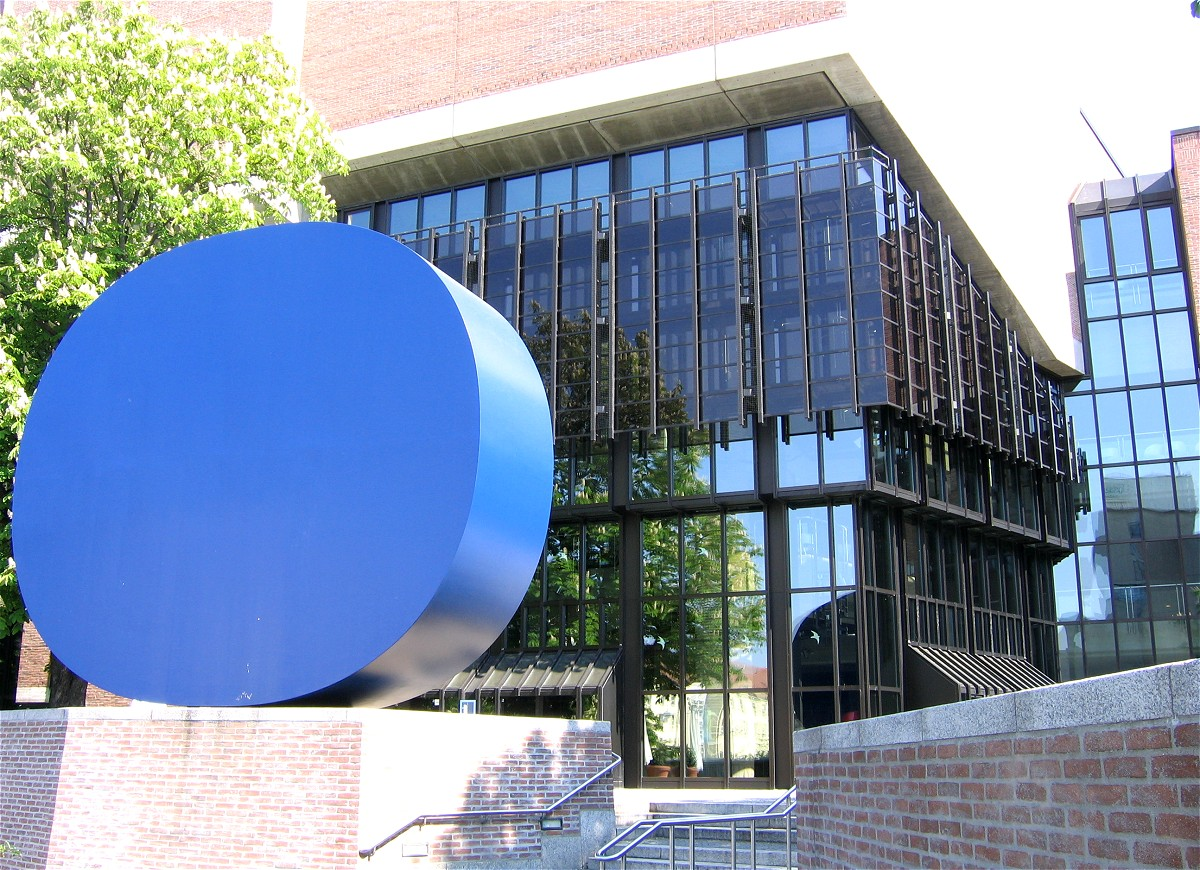
主要场馆
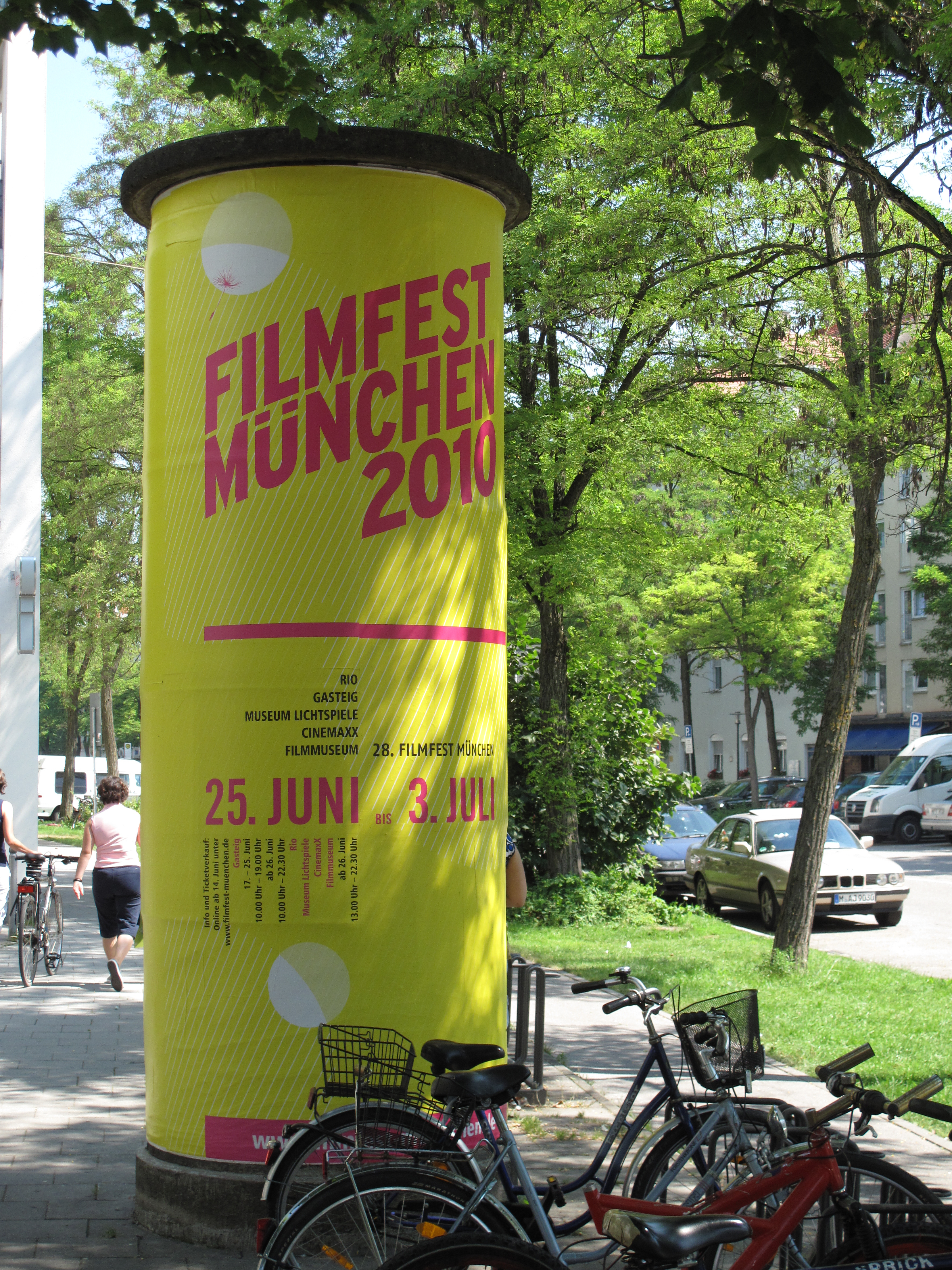
宣传
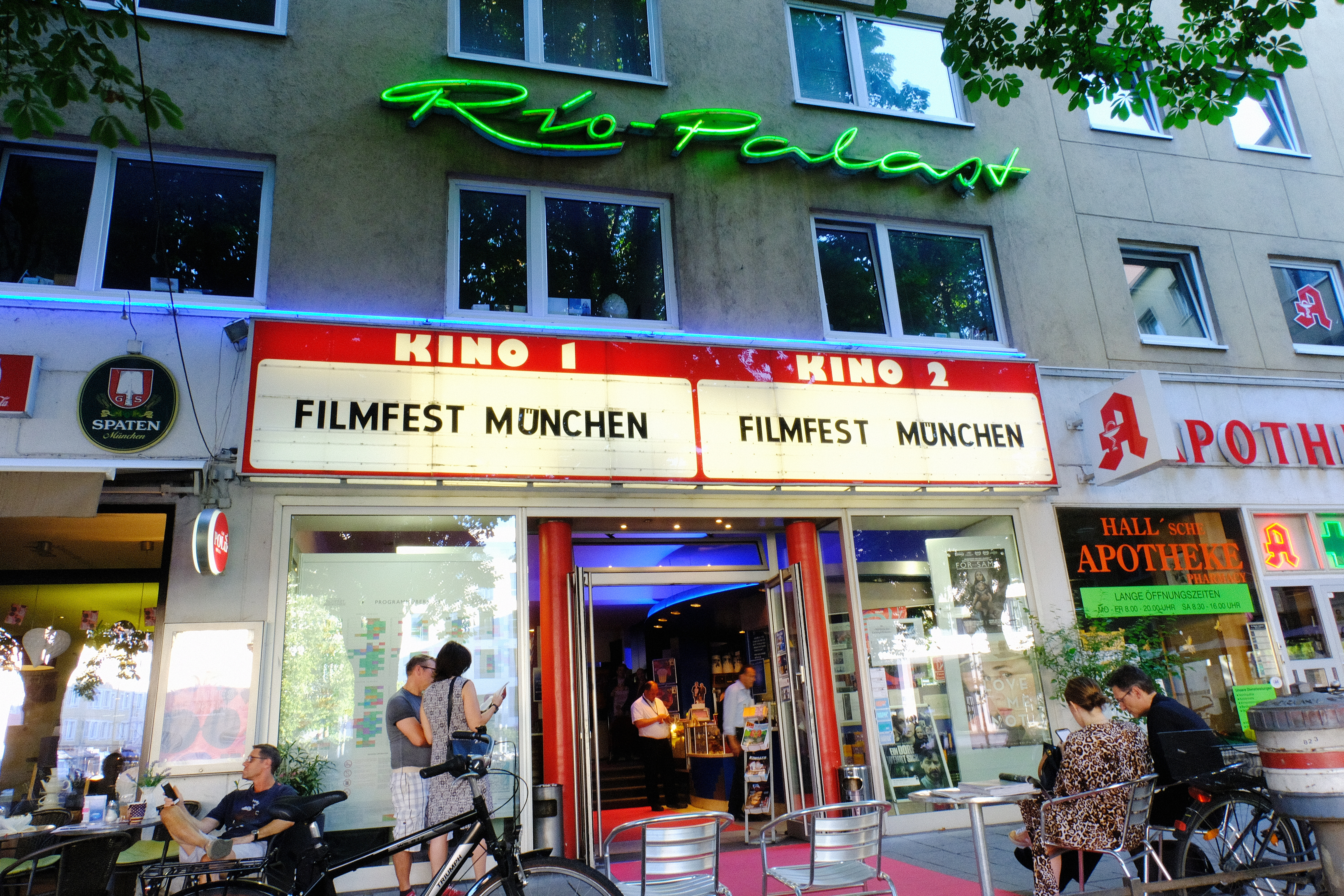
2019年电影节